# Midnight Boy
Midnight Boy, artistnamn för Johan Petter Krafman, ursprungligen Gustafsson, född 6 april 1988 i Helsingborgs Maria församling i Helsingborg i dåvarande Malmöhus län, är en svensk sångare och låtskrivare. Midnight Boys musik är starkt inspirerad av 80-tals elektropop och -rock.

## Karriär
Startskottet på Krafmans karriär kom sommaren 2008 då han deltog och vann Mix Megapols talangtävling Artistjakten. Priset blev ett skivkontrakt med Universal Music, samt ett erbjudande om åtta månaders anställning på Wallmans Salonger som dock avböjdes. Han uppträdde också i Ladies Night-föreställningarna i Stockholm, Göteborg och Malmö med Martin Stenmarck, Peter Stormare och Henrik Hjelt. I samband med turnén släpptes två låtar, "Disarmed" och "Chain Reaction". Låtarna var skrivna och producerade av Tony Nilsson och Peter Boström.
År 2013 släppte han singeln "Roll With It" som han skrivit och producerat själv under artistnamnet Midnight Boy. Singeln släpptes på det nystartade skivbolaget 100 Songs, som specialiserat sig genom att bara ge ut just singlar. Låten tog Midnight Boy på en miniturné i USA där han bland annat spelade på klubben Avalon i Los Angeles. År 2013 gjorde han en kontroversiell videoinspelning till låten "When You're Strange", där han klädde av sig alla kläderna på Stureplan. Under 2014 jobbade han med många olika låtskrivare och producenter. 
Midnight Boy deltog i Melodifestivalen 2015 (fjärde deltävlingen i Örebro) med låten "Don't Say No", som han har skrivit tillsammans med Kristofer Östergren och Faråker. Han gick dock inte vidare till finalen utan slutade sist i deltävlingen.

## Diskografi

### Singlar
- 2008: Disarmed (Johan Krafman)
- 2009: Chain Reaction (Johan Krafman)
- 2013: Roll With It (Midnight Boy)
- 2013: When You're Strange (Midnight Boy)
- 2015: Don't Say No (Midnight Boy)